# Shin Chan: Aventuras en Cineland
Shin Chan: Aventuras en Cineland (クレヨンしんちゃん 嵐を呼ぶ シネマランドの大冒険! Crayon Shin chan: Arashi wo Yobu Cinema - Land no Daibouken?) es un videojuego lanzado para Game Boy Advance el 16 de abril de 2004. Fue el primer juego de Shin-chan en ser publicado fuera de Japón, exclusivamente en España, el 25 de diciembre de 2005. Una nueva versión del juego fue lanzada y retitulada, Shin Chan: ¡Aventuras de cine! (クレヨンしんちゃん 嵐を呼ぶ シネマランド　カチンコガチンコ大活劇! Crayon Shin-Chan: Arashi o Yobu Cinema-Land: Kachinko Gachinko Daikatsugeki!?), que se publicó para Nintendo DS en Japón el 20 de marzo de 2008 y que, nuevamente, fue publicada en territorio español el 4 de diciembre de 2008.

## Personajes
Aparecen todos los personajes de los anteriores videojuegos de la saga y no aparecen casi ninguna nueva incorporación.

## Características
- Duración: Es un videojuego de media duración.
- Gráficos: Los gráficos son bidimensionales.
- El mecanismo sigue siendo el mismo: plataformas.
- En el videojuego se representan todas las películas (menos las que hayan salido después de la creación del juego)